# John Kinder Labatt
 (mai 2021).
Si vous disposez d'ouvrages ou d'articles de référence ou si vous connaissez des sites web de qualité traitant du thème abordé ici, merci de compléter l'article en donnant les références utiles à sa vérifiabilité et en les liant à la section « Notes et références ».
John Kinder Labatt (comté de Laois, Irlande, 1803 – London (Ontario), Canada-Ouest, 26 octobre 1866) est un homme d'affaires et brasseur canadien d'origine irlandaise. Il est le fondateur de la brasserie Labatt.

## Biographie
Né en Irlande dans le comté de Laois d'un famille de huguenots français devenus anglicans, Labatt immigre au Haut-Canada en 1833 où il s'établit d'abord comme fermier près de l'actuelle ville de London, dans le Haut-Canada. En 1847 il investit dans une brasserie avec son partenaire, Samuel Eccles, créant l'entreprise « Labatt and Eccles ». Lorsque Eccles prend sa retraite en 1854, Labatt acquiert ses intérêts dans l'entreprise et la renomme la « London Brewery ». Il est assisté par ses fils, Ephraim, Robert et John. À sa mort, ce dernier rachète la brasserie, qui devient l'une des plus importantes au Canada.